# Onšovice (Radošovice)
Onšovice je malá vesnice, část obce Radošovice v okrese Benešov. Nachází se asi 1,5 km na západ od Radošovic. V roce 2021 zde bylo evidováno 16 adres. Onšovice leží v katastrálním území Radošovice u Vlašimi o výměře 8,02 km².

## Historie
První písemná zmínka o vesnici pochází z roku 1392.

## Galerie

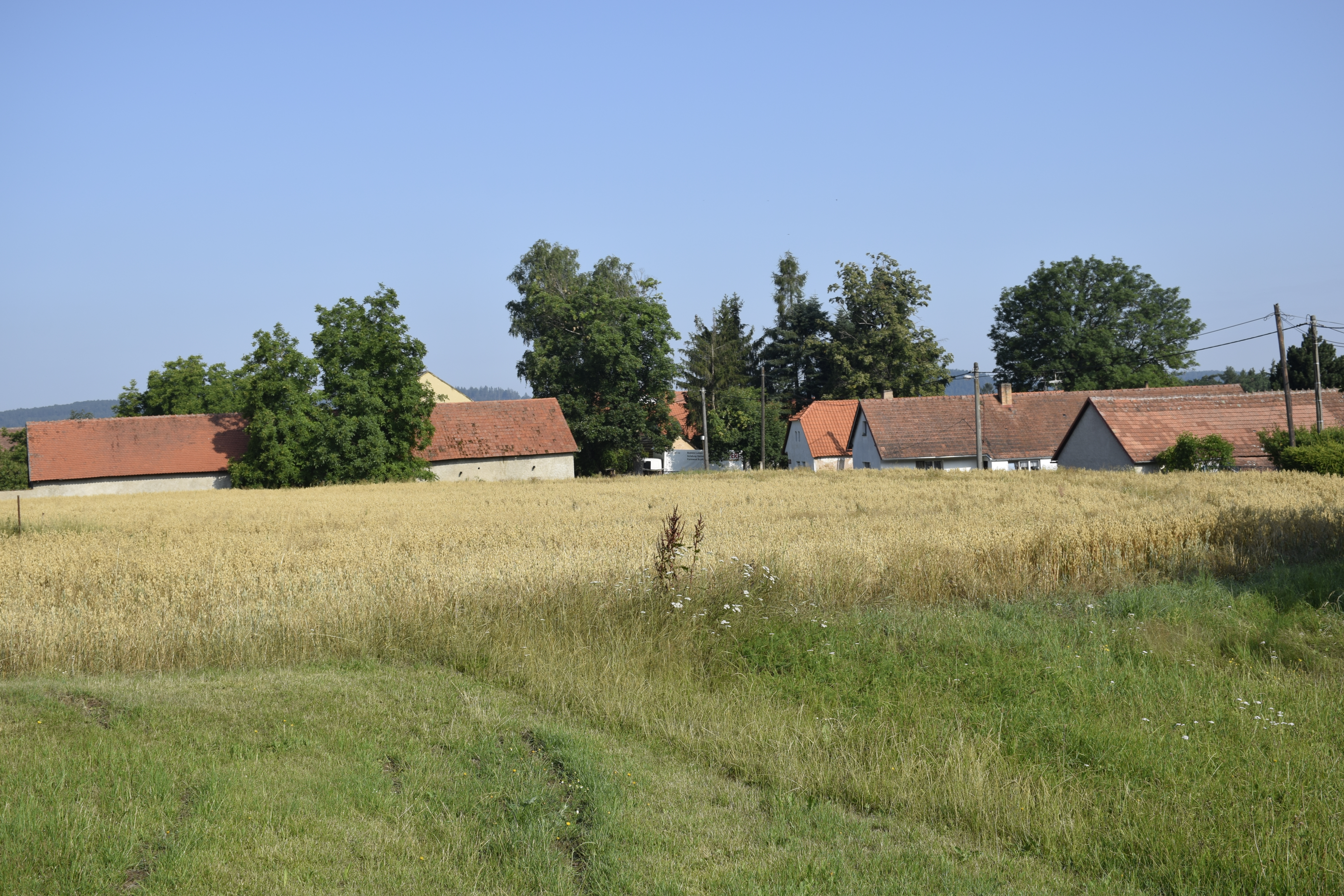
Střechy domů
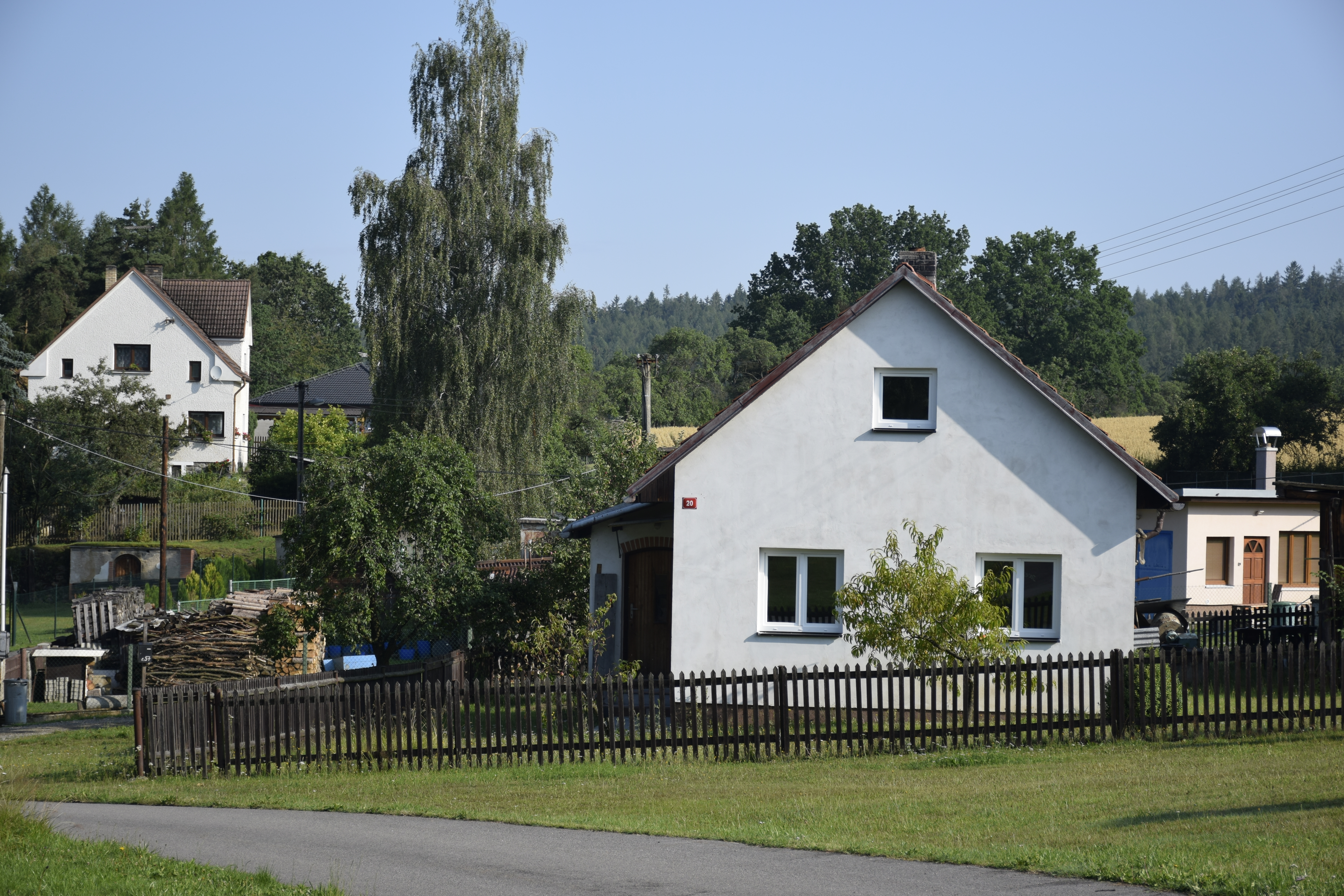
Domy se zahradami
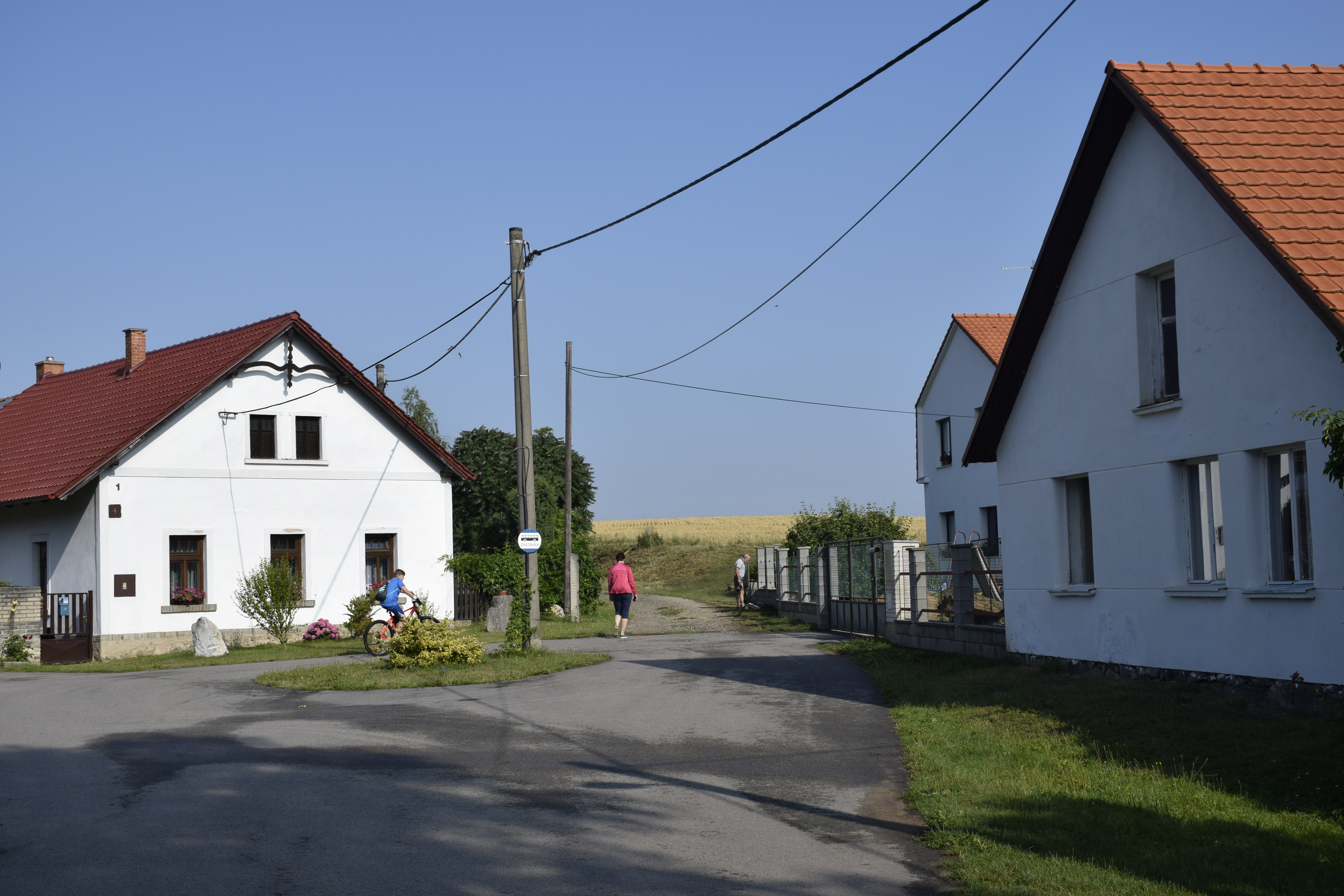
Náves
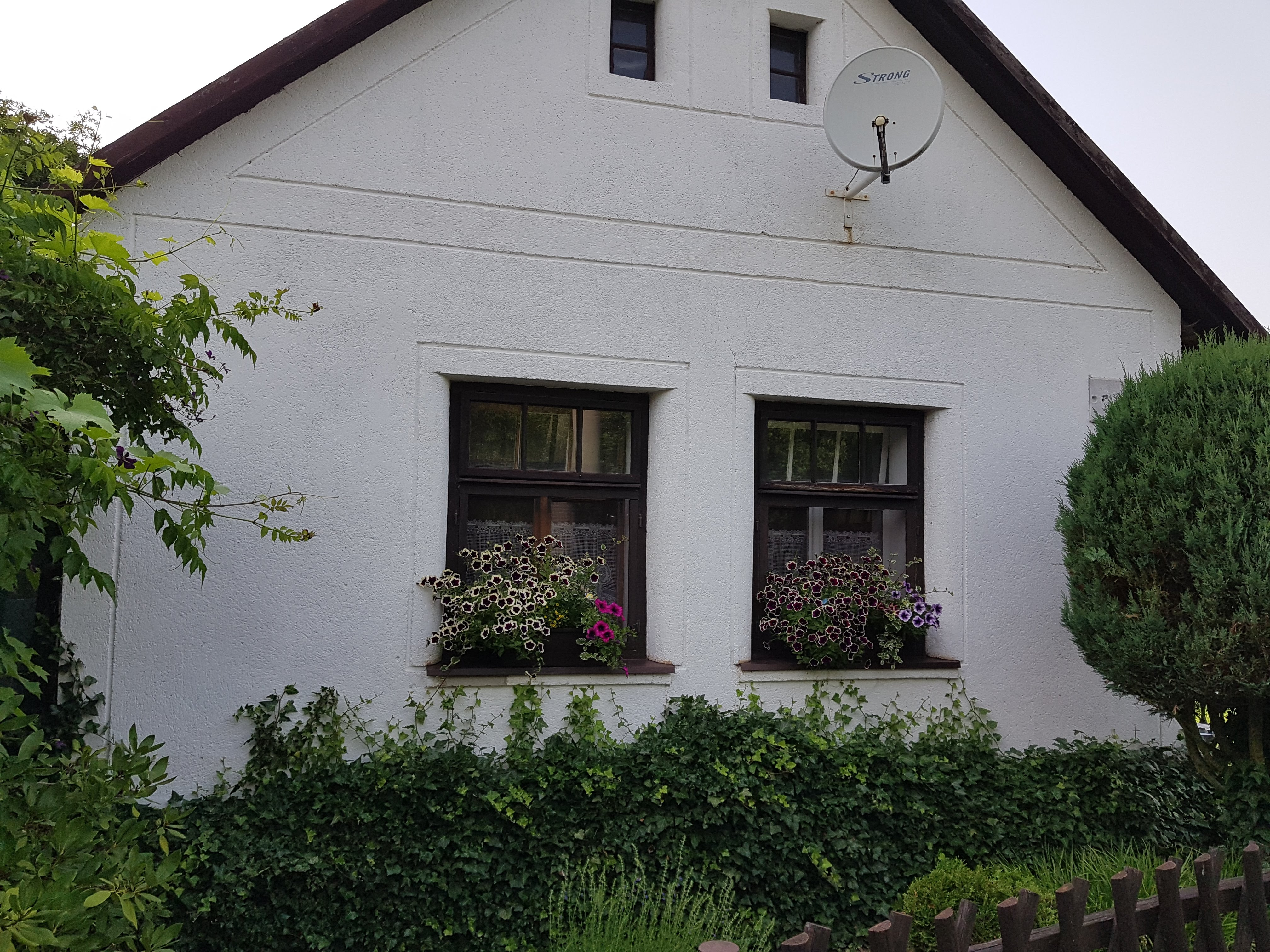
chalupa číslo 6